# Vadstorpssjön
Vadstorpssjön är en sjö i Vingåkers kommun i Södermanland och ingår i Nyköpingsåns huvudavrinningsområde. Sjön har en area på 0,707 kvadratkilometer och ligger 52 meter över havet.

## Delavrinningsområde
Vadstorpssjön ingår i det delavrinningsområde (654288-151283) som SMHI kallar för Utloppet av Viren. Medelhöjden är 45 meter över havet och ytan är 45,28 kvadratkilometer. Räknas de 57 avrinningsområdena uppströms in blir den ackumulerade arean 1 460,2 kvadratkilometer. Avrinningsområdets utflöde Nyköpingsån (Skräddartorpsån) mynnar i havet. Avrinningsområdet består mestadels av skog (36 procent), öppen mark (12 procent) och jordbruk (23 procent). Avrinningsområdet har 11,22 kvadratkilometer vattenytor vilket ger det en sjöprocent på 24,8 procent. Bebyggelsen i området täcker en yta av 0,55 kvadratkilometer eller 1 procent av avrinningsområdet.